# Lydsvingninger
|  | Denne artikel er oprettet af botten PalnaBot ud fra en ekstern database. Den kan derfor have sproglige fejl eller mangler. Denne skabelon kan fjernes efter kontrol af indholdet. |

Lydsvingninger er en undervisningsfilm fra 1959 instrueret af Kaj Wedell Pape efter manuskript af Kaj Wedell Pape.

## Handling
En stemmegaffel sættes i svingninger. Lydens udbredelse anskueliggøres ved hjælp af prikker, der symboliserer de enkelte "luftdele". Luftdelene svinger frem og tilbage, mens fortætningerne og fortyndingerne bevæger sig bort fra stemmegaflen.